# IBM 704

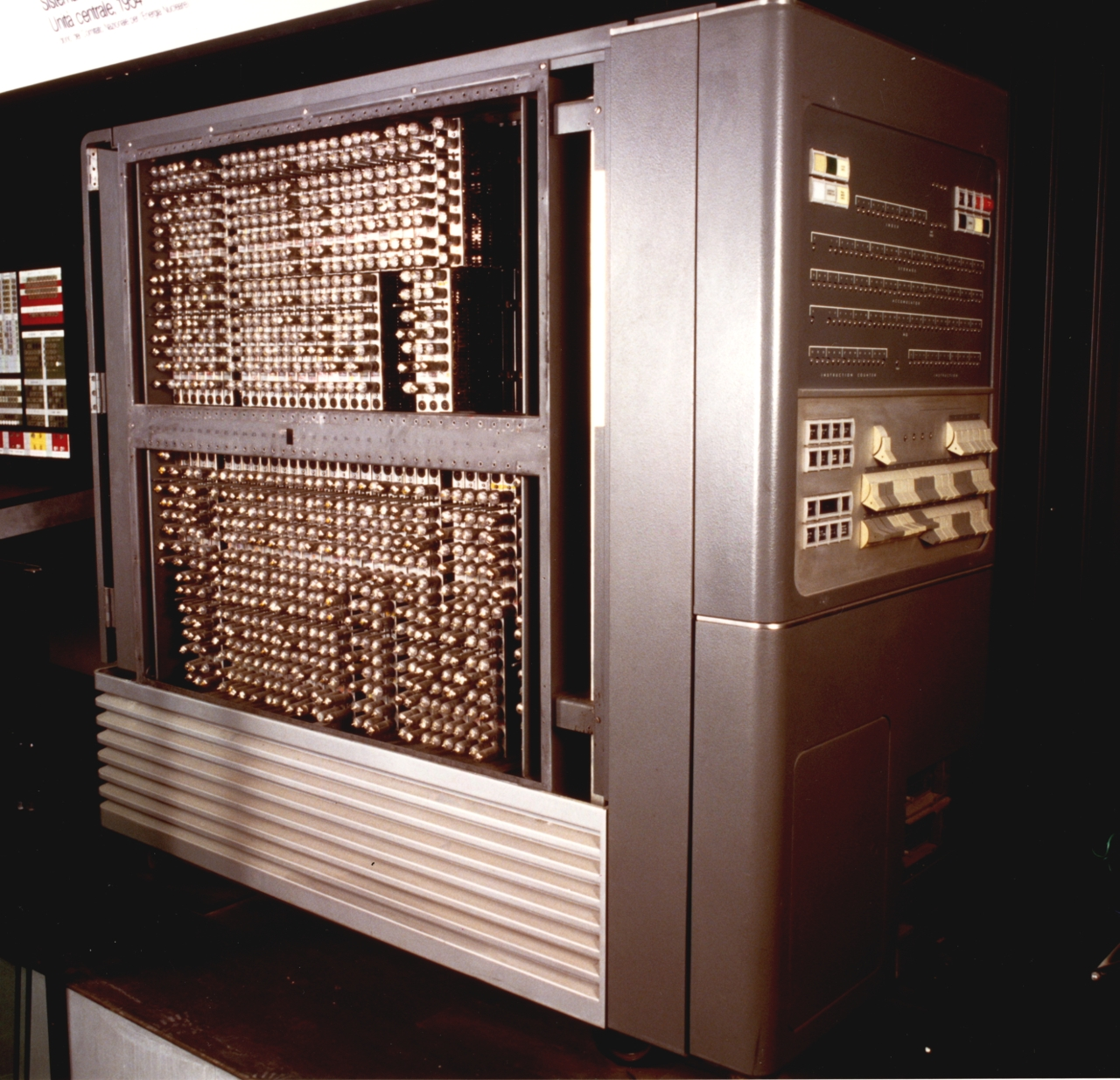
IBM 704

IBM 704，由IBM在1954年推出的產品，是第一台內建硬體浮點數運算功能的電腦。它由IBM 701改良而來，採用磁芯記憶體取代威廉姆斯管，並增加了三組索引暫存器（Index register）。為了支援它的新功能，它的處理器採用新的指令集，每個字組（word）擴展到 36-bit，這個指令集架構被接下來的IBM 700/7000系列所繼承。
程式語言中，包括 Fortran與LISP，都是在IBM 704上開發的。麦克斯·马修斯在IBM 704上開發出第一個電腦音樂程式，MUSIC-N。1962年約翰·拉里·凱利使用IBM 704，完成声音合成。他研制的声音合成机在麦克斯·马修斯的伴奏下唱歌。
IBM 704發明後主要被美國國家航空諮詢委員會用於計算衛星軌道和導彈設計。其計算結果還需要數百名女性計算確認，如安裝在蘭利機場的IBM 704，工程師在使用約十年後才將工作完全交給機器，不過現場仍然保留一組計算員，對計算結果進行二次檢查。

## 外部連結
- Oral history interview with Gene Amdahl Charles Babbage Institute, University of Minnesota, Minneapolis. Amdahl discusses his role in the design of several computers for IBM including the STRETCH, IBM 701, and IBM 704. He discusses his work with Nathaniel Rochester and IBM's management of the design process for computers.